# Palacio Orsini (Pitigliano)

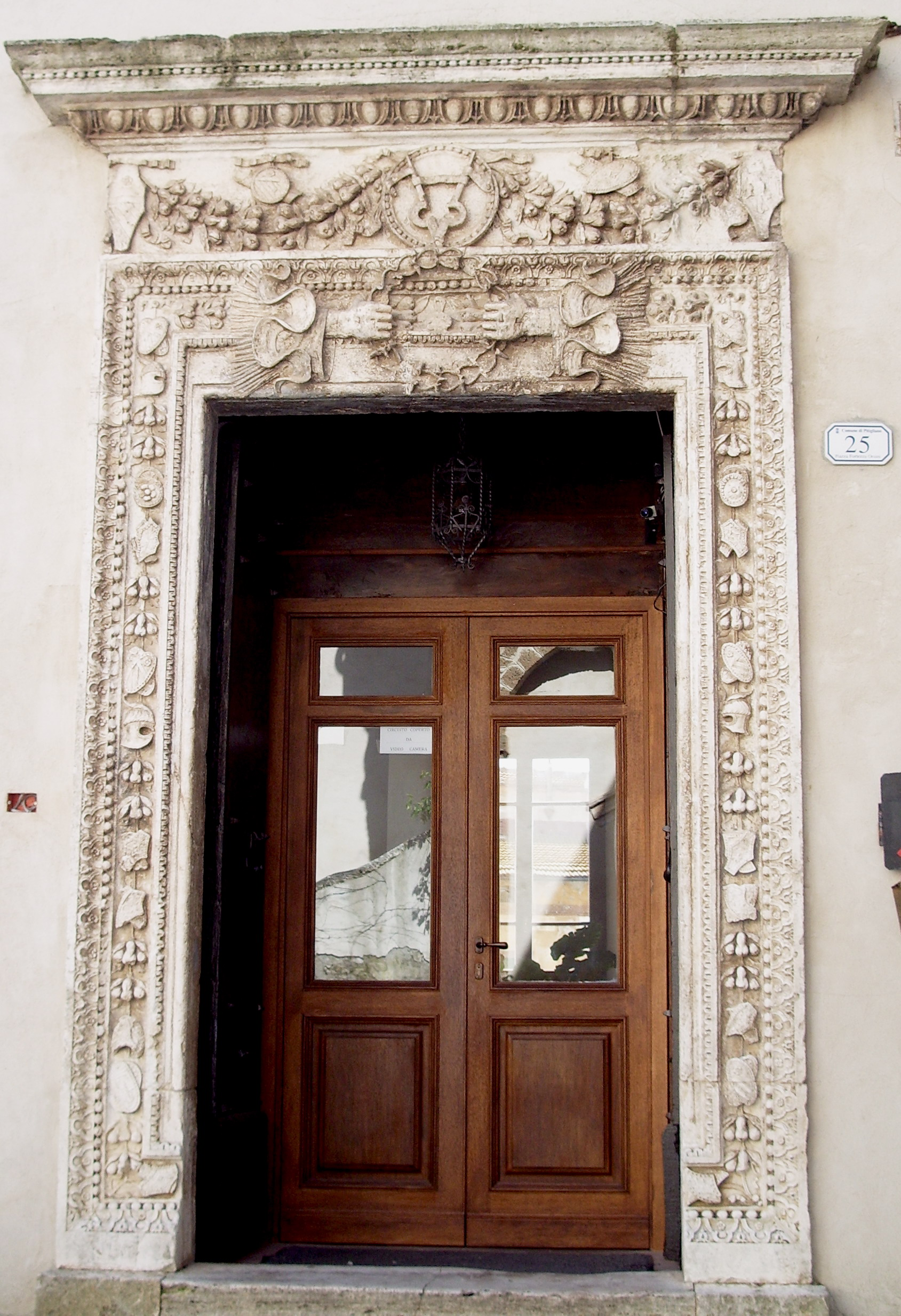
Detalles del Pórtico Interior

El Palacio Orsini es uno de los edificios principales del centro histórico de Pitigliano.

## Antecedentes históricos
El complejo fue concebido originariamente como convento religioso, casi con seguridad entre el siglo XI y el siglo XII.
Adquirido por la familia Aldobrandeschi, se transformó en fortaleza aldobrandesca a mediados del siglo XIII, y se convirtió en su residencia, así como en la sede institucional de Pitigliano. La permanencia en el poder de los Aldobrandeschi fue, sin embargo, relativamente breve, ya que todo el condado de Sovana fue heredado en 1293 por los Orsini, a raíz del matrimonio entre Romano Orsini y Anastasia Aldobrandeschi, último heredera de esa rama familiar.
A partir de finales del siglo XIII, paso a manos de la familia Orsini y continuó en su poder casi sin interrupción hasta 1608, año en el que se produjo la caída política definitiva del condado de Orsini y la anexión de estos territorios al Gran Ducado de Toscana.
La propia familia Orsini encargó a Antonio da Sangallo il Giovane llevar a cabo una serie de remodelaciones que, además de fortalecer aún más las estructuras existentes, dieron un aspecto elegante a todo el complejo, introduciendo elementos característicos del arte renacentista. En esa misma époc también se llevaron a cabo otras intervenciones de manos de Baldassarre Peruzzi.

## Aspecto actual

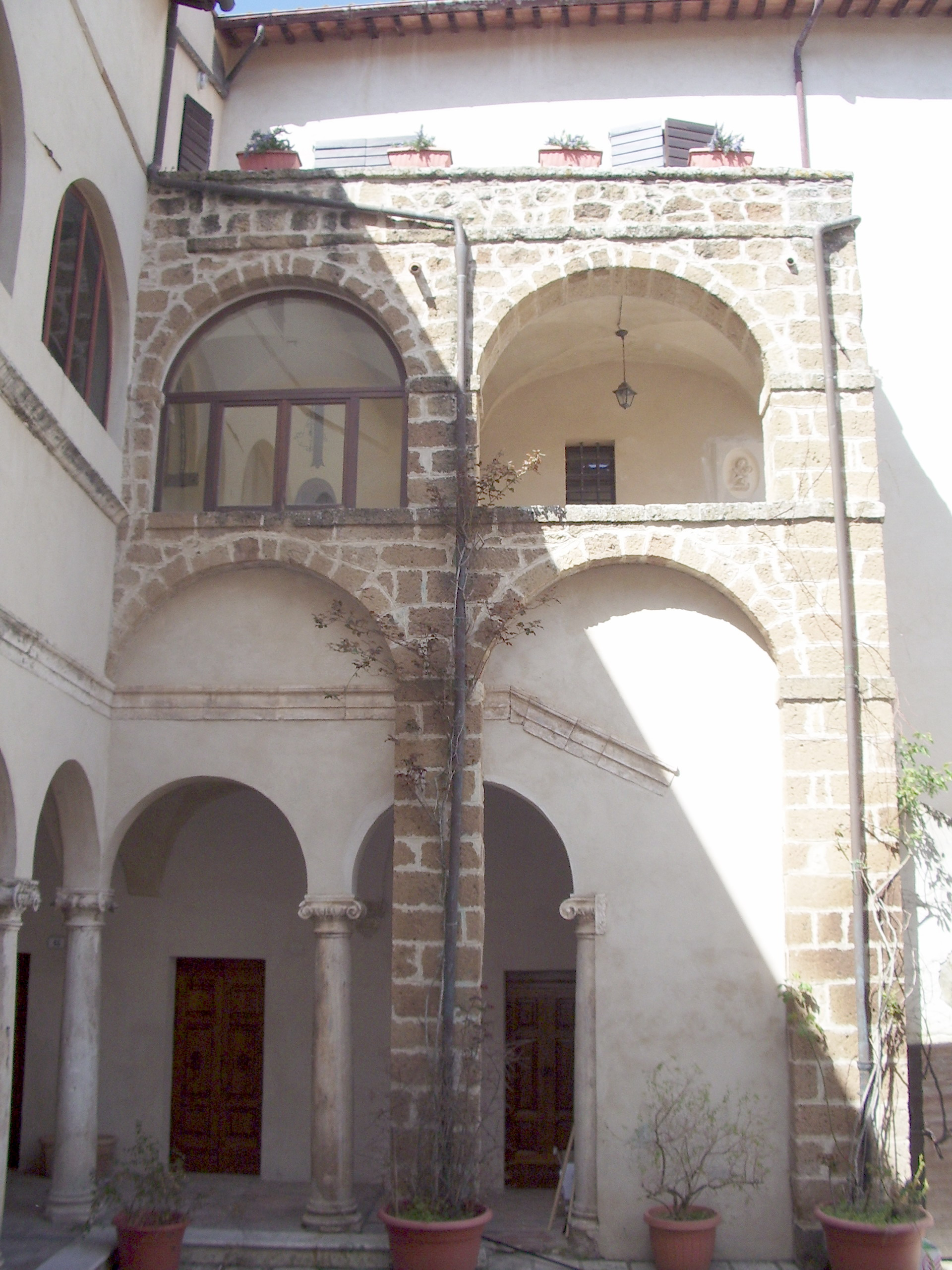
Fachada del Patio Interior

El complejo Palacio Orsini consta de un encofrado, dos torreones y una torre, con paredes exteriores cubiertas principalmente de yeso y algunas secciones con bloques de toba; La parte superior está almenada.
La entrada se realiza a través de una primera rampa que conduce a un pórtico de arco redondo, más allá del cual hay otra rampa corta que da acceso al patio interior, donde se encuentra la cisterna de un característico estilo renacentista, en que se encuentra la logia. Se enfrenta a un lado, con arcos redondos que descansan sobre columnas con capiteles jónicos.
Desde el patio, una pequeña escalera conduce al pórtico de entrada del edificio que alberga el Museo Diocesano de Arte Sacro. En el lado opuesto, otra escalera conduce a la entrada al Museo Arqueológico.